# Marcel Brillouin
Marcel Louis Brillouin, född den 19 december 1854 i Melle, död den 16 juni 1948 i Paris, var en fransk fysiker, far till Léon Brillouin.
Brillouin studerande vid École Normale Supérieure 1874-78 och blev därefter fysikassistent vid Collège de France, där han promoverades 1881. Därefter var han verksam på flera olika orter, tills han 1888 återvände till École Normale Supérieure i Paris. Åren 1900-31 innehade han en professur i matematisk fysik vid Collège de France. År 1921 blev han ledamot av Académie des sciences.